# Коромальди, Умберто
Умберто Коромальди (итал. Umberto Coromaldi; 21 сентября 1870 года, Рим ― 5 октября 1948 года, там же) ― итальянский художник.

## Биография
Коромальди родился в 1870 году в Риме в семье Винченцо и Луизы Челли. Его мать вскоре после его рождения овдовела  и затем вышла замуж за художника Филиппо Индони, который и был первым наставником Коромальди в искусстве живописи. Затем была учёба в Институте изящных искусств в Риме, где он был учеником Филиппо Проспери. Впоследствии, в возрасте двадцати двух лет, он познакомился с неаполитанским художником Антонио Пиччинни и с Антонио Манчини, чью мастерскую часто посещал.
Впервые поучаствовал в выставке картин в 1893 году. В 1894 году Коромальди выиграл художественную стипендию за свою картину под названием Un Ritorno dei naufragi.
Получив эту награду, Коромальди побывал в Париже, Брюсселе, Антверпене и в Монако, а в 1895 году в Штутгарте была выставлена его пастель Il cenciaiolo. После возвращении в Рим начался его самый плодотворный профессиональный период.  Он постоянно участвовал в ежегодных выставках Общества любителей и энтузиастов (Società degli amatori e cultori), членом которого и являлся, а также и провёл несколько персональных выставок.  В 1903 году он принял участие в Венецианской биеннале.  Коромальди продолжал выставляться на биеннале вплоть до 1924 года (в том году он продемонстрировал там свою известную картину « La donna e lo specchio»― «Женщина и зеркало»; ныне находится в Музее Марангони в Удине).
В 1905 году он вступил в творческое объединение «Galassi Paluzzi».  В том же году он, наряду с Г. Баллой, Д. Камбеллотти и другими художниками, занялся иллюстрацией тома Э. Де Фонсека «Римские замки», изданного братьями Алинари во Флоренции.
В 1909 году он стал преемником своего наставника Проспери на месте преподавателя в Институте изящных искусств.  Принял участие в Международной выставке в Риме 1911 года со своей картиной Lancellotti (Горные пастухи) и серией панно, составлявших фигурное убранство павильона промысла.  Он был мастером живописи при королевском доме и в 1911 году написал портрет короля Виктора Эмануила III.
Коромальди был плодовитым и успешным автором. Его произведения демонстрировались в Сент-Луисе и Сенигаллии (1904), в Мюнхене (1905), в Риме (1907), в Милане (1908),  Барселоне (1910). В 1909, 1910, 1911 он получил награды на выставках в Мюнхене, Брюсселе, Барселоне и Сантьяго; в 1912 году ― в Неаполе и в 1915 году ― в Сан-Франциско.
Количество его работ в поздние годы уменьшалось. В 1920-х годах он посвятил себя изображению животных.  Он был президентом Академии Святого Луки в Риме и членом Академий Бреры и Пармы.